# Führungskompetenz
Führungskompetenz bezeichnet die Fähigkeit, Ziele festzulegen und das Verhalten anderer Menschen so zu beeinflussen und zu führen, dass diese Ziele in Resultate umgesetzt werden. Der Prozess von der Zielsetzung bis zur Ergebniskontrolle und die persönliche Beziehung zwischen Führenden und Geführten können unterschiedlich gestaltet sein. Das beschreiben verschiedene Führungsstile. Führung ist ein Teilbereich des Managements (neben Planung, Organisation und Kontrolle). Sind Führungskräfte auch für Managementaufgaben verantwortlich, fallen Management und Führung zusammen (siehe Managementkompetenz).

## Bedeutung der Führungskompetenz
Die Fähigkeiten (Kompetenzen) von Führungskräften sind entscheidend für den Erfolg und den Fortbestand („Überleben“) von Unternehmen und anderen Organisationen, weil Führungskräfte wichtige Entscheidungen zu treffen haben. Beispiele sind: Auswahl, Festlegung und Umsetzung der „richtigen“ Strategie, Koordinierung der betrieblichen Teilbereiche (Funktionen) wie Beschaffung, Produktion, Forschung, Entwicklung und Vertrieb sowie die Lösung außergewöhnlicher Probleme oder Krisen. Bei der Entwicklung der Führungskompetenz geht es um folgende Kernfragen: 1.) Nach welchen Kriterien sollte man (künftige) Führungskräfte auswählen, also welche Eigenschaften, Charakterzüge oder Persönlichkeitsmerkmale müssen die Kandidaten mitbringen und 2.) Wie kann man die Fähigkeiten der (heutigen und künftigen) Führungskräfte verbessern? Der Führungserfolg wird in Unternehmen mit Kennzahlensystemen wie zum Beispiel der Balanced Scorecard gemessen, die aus den Interessen der oben genannten Stakeholder abgeleitet sind. Dabei haben Frühindikatoren wie zum Beispiel Mitarbeiter- und Kundenzufriedenheit eine immer größere Bedeutung. Voraussetzung für die „richtige“ Auswahl und Entwicklung von Führungskräften ist eine zuverlässige Diagnose der Führungskompetenz. Dazu haben Forschung und Praxis zahlreiche Diagnose-Instrumente entwickelt. Zu den wichtigsten zählen unter anderem das Assessment-Center, das Management-Audit, das 360-Grad-Feedback, das Verhaltensinterview (Behavioral Event Interview) oder das Management Coaching.

## Geschichte
Bis in die 1940er Jahre herrschte die Meinung vor, Führung sei ein unerklärliches Phänomen; es sei einfach eine Begabung besonders „charismatischer Persönlichkeiten“. Eine Ausnahme bildete die Reichswehr (die spätere Wehrmacht), die bereits im Jahre 1930 das sogenannte Rundgespräch, eine frühe Variante des Assessment-Centers, für die Auswahl von Offiziersanwärtern eingesetzt hat. Die herrschende Meinung von der „angeborenen“ Führungsfähigkeit hatte zur Folge, dass es gar keine systematische Führungskräfteentwicklung in Unternehmen gab. Man glaubte, die „richtige“ Person würde sich ohnehin durchsetzen. Diese Meinung, die auch heute noch zum Teil vertreten wird, ist nicht verwunderlich, zumal das Zeitalter der Industrialisierung bis in die Nachkriegszeit durch viele charismatische Führungspersönlichkeiten gekennzeichnet ist. Im politischen Bereich kann man dazu Menschen wie Mahatma Gandhi und Winston Churchill zählen; im wissenschaftlichen Bereich wären Namen wie Albert Einstein und Robert Oppenheimer zu nennen, und in der Wirtschaft haben Unternehmer wie Werner von Siemens, Henry Ford oder – heute – Steve Jobs und Bill Gates die Vorstellungen von erfolgreicher Führung geprägt. Das Studium der besonderen Eigenschaften dieser Menschen war daher zentrales Thema. Als Beispiel für den wirtschaftlichen Bereich sei eine Aussage von Joseph Schumpeter über die Unternehmer zitiert:

„Die Männer, die die moderne Industrie geschaffen haben, waren ‚ganze Kerle‘ und keine Jammergestalten, die sich fortwährend ängstlich fragten, ob jede Anstrengung … auch einen ausreichenden Genußüberschuß verspreche …“

Auch heute kommt es vor, dass „Große Männer“ oder herausragende „Führungspersönlichkeiten“, insbesondere in der medialen Öffentlichkeit, als Helden (aber auch als „Sündenböcke“) mit besonderen Eigenschaften angepriesen (oder je nach politischem Standpunkt) verteufelt werden. Ein Beispiel ist der Kult um die Person von Jack Welch, obwohl sein Nachfolger, Jeffrey R. Immelt, nicht weniger erfolgreich ist, aber offensichtlich weniger in die Öffentlichkeitsarbeit investiert. Zu dieser Fokussierung auf die Person der Führungskraft und die Suche nach besonderen Eigenschaften des „Führers“ hat Peter R. Hofstätter bereits in den 1950er Jahren kritisch angemerkt: „Die Suche beginnt, aber sie kommt zu keinem Ende. Manchmal ist der „Führer“ älter als seine Gefolgsleute, manchmal auch wieder jünger. Schon glaubt man bei ihm eine besonders robuste Gesundheit zu finden, die man geheimnistuerisch als „vitale Energie“ bezeichnet, dann stößt man aber auf Gebrechliche, Epileptiker, Krüppel und Morphinisten, die als Führer anerkannt werden. Nicht viel besser steht es um die Intelligenz und um das Ausmaß des Wissens. Nicht einmal mit der Redegewandtheit klappt es, da selbst Sprachfehler sich mit der Prominenz vertragen“.

Veranschaulichung des Begriffs Kompetenz

Bei dieser Fokussierung auf Personen und deren Eigenschaften gerät häufig der pragmatische Aspekt aus dem Blickfeld, nämlich die Entwicklung von Fähigkeiten (Kompetenzen) zur Bewältigung alltäglicher Führungsaufgaben und Herausforderungen. Demnach ist Führung vergleichbar mit einem Handwerk, um das es in der Praxis nicht gut bestellt ist. So meint zum Beispiel Fredmund Malik:

„In keinem anderen Beruf liegt die Ausbildung so im Argen wie im Management. Niemand würde in ein Flugzeug steigen, wenn die Piloten eine den Managern vergleichbare mangelhafte Ausbildung hätten.“

Versucht man, ein Fazit aus der historischen Fachliteratur zum Thema Führungskompetenz zu ziehen, kommt man zu dem Ergebnis, dass diese Mitte der 1950er Jahre mit dem Vorschlag von Robert Katz begann, der das Konzept der menschlichen, technischen und konzeptionellen Kompetenzen für die Führungskräfteentwicklung vorschlug. Damit bekam die Entwicklung eine pragmatische Wende, die darin bestand, das Thema Führungskompetenzen zu operationalisieren, also empirisch messbar zu machen und konkrete Handlungsempfehlungen abzuleiten, wie es zum Beispiel Henry Mintzberg empfiehlt. Die nebenstehende Abbildung soll den Begriff der Kompetenz, wie er (neben Mintzberg) auch von Spencer und Carter vorgeschlagen wurde, veranschaulichen.

## Theorie

Veranschaulichung des Begriffs Führung

Unter Führung versteht man die direkte und indirekte Verhaltensbeeinflussung zur Realisierung von Zielen, die sich meistens aus den Zielen der Organisation und den Erwartungen der Stakeholder ableiten. Die direkte Einflussnahme erfolgt durch die persönliche Beziehung von Führungspersonen und Geführten, während Strukturen, wie zum Beispiel Anreiz-, Planungs- und Kennzahlensysteme, einen indirekten Einfluss auf das Verhalten ausüben. Die nebenstehende Abbildung versucht dies zu veranschaulichen.
Modelle und Theorien der Führung wollen zum einen den Führungserfolg erklären und zum anderen Handlungsempfehlungen zur Verbesserung der Führungspraxis liefern oder Probleme lösen. Mit anderen Worten: sie sollen bei der Auswahl und Qualifizierung von Führungs- und Führungsnachwuchskräften helfen. Ein Grund für den Bedarf an solchen Modellen ist das starke Wachstum der Unternehmen insbesondere nach dem Zweiten Weltkrieg und dem damit verbundenen Bedarf an Führungskräften, die das Tagesgeschäft der Führung beherrschen. Ferner erschien es immer weniger sinnvoll, auf das Erscheinen außergewöhnlicher Persönlichkeiten zu hoffen. Hinzu kam die Tatsache, dass häufig ungeeignete, macht- und geldgierige Menschen in hohe Führungsfunktionen kamen und entsprechend großen Schaden im Unternehmen angerichtet haben. So meint zum Beispiel James MacGregor Burns:

„Die heutige Führungskrise besteht in der Mittelmäßigkeit beziehungsweise Verantwortungslosigkeit so vieler Männer und Frauen in Machtpositionen.“

Auch die teilweise heute noch übliche Praxis, Führungskräfte in erster Linie nach ihrem Fachwissen zu befördern, hat sich nicht bewährt. Diese Praxis folgt dem Grundsatz, dass man den besten Verkäufer zum Vertriebsleiter oder den besten Ingenieur zum Produktionsleiter ernennt und dabei zum Beispiel die Fähigkeit vernachlässigt, mit Menschen umzugehen. Diese Erfahrungen führten zur Notwendigkeit, eine systematische, an den Bedürfnissen des Unternehmens (und nicht am Ego einzelner Personen) ausgerichtete, transparente Führungskräfteentwicklung einzurichten. Zu den Pionieren auf diesem Gebiet kann man Microsoft zählen. Hier wurden zwei Karrierewege eingeführt (dual ladder), bei denen hoch qualifizierte Fachleute und Führungskräfte die gleiche Anerkennung und Vergütung erwerben konnten.
Eine der einflussreichsten Theorien, die die Entwicklung von Führungskompetenzen begleitet und gefördert hat, entstand bereits in den 1930er Jahren. Es war das Konzept der Führungsstile. Es begann mit einem demokratischen, autokratischen und einem laissez faire Stil. Darauf folgten zahlreiche Varianten, wie zum Beispiel mitarbeiter- oder aufgabenorientiert, partizipativ, bürokratisch usw. Diese Führungsstile kann man mit sogenannten Reifegraden der Mitarbeiter kombinieren. Je nachdem, wie stark sie engagiert, motiviert oder qualifiziert sind, sollte die Führungskraft unterschiedliche Techniken anwenden, wie zum Beispiel „unterweisen“, „delegieren“, „partizipieren“ oder „überzeugen“. So entstand eine der bekanntesten und bis heute in vielen Führungsseminaren verwendete Theorie der „situativen Führung“ von Hersey und Blanchard. Allerdings gibt es bis heute keinen belastbaren empirischen Beleg dafür, dass ein bestimmter Führungsstil in der Praxis erfolgreicher ist als ein anderer. Mit anderen Worten, diese Modelle sind aus wissenschaftlicher Sicht nicht viel zuverlässiger als ein Horoskop. Ein wesentlicher Grund dafür ist, dass ein Führungsstil ex ante entsteht, in hohem Maße an die Individualität der Person gebunden ist und sich somit von Dritten nicht nachahmen lässt. Schließlich hat ein Führungsstil einen derart hohen Abstraktionsgrad, dass er in der Praxis kaum lern- und trainierbar ist.
Es gibt keinen empirischen Beleg dafür, dass bestimmte Persönlichkeitsmerkmale mit Führungserfolg verbunden sind. Als Beispiel sei die Studie von der Harvard University angeführt. Demnach haben persönliche Eigenschaften wie „visionär“, „energisch“, „risikofreudig“, „leidenschaftlich“, „machtbewusst“ oder „bescheiden“, „empathisch“, „fürsorglich“, „selbstbewusst“ etc. nahezu keinen Einfluss auf den Führungserfolg. Wesentlich wichtiger ist das konkrete, beobachtbare Verhalten der Führungskraft, wie es im Modell der Transformationalen Führung von Bass und Avolio entwickelt wurde. Nach der deutschen Version der Transformationalen Führung sind folgende Verhaltensweisen für erfolgreiche Führungskräfte typisch:
- Vorbild sein und Vertrauen aufbauen, um Loyalität zu gewinnen (idealized influence)
- Durch anspruchsvolle, sinnvolle Ziele motivieren und so die Leistungsbereitschaft steigern (inspirational motivation)
- Zur selbstständigen, kreativen Problemlösung anregen (intellectual stimulation)
- Mitarbeiter individuell fördern, damit sie ihre persönlichen Stärken weiterentwickeln können (individualized consideration)
- Für Fairness in der zwischenmenschlichen Kommunikation sorgen
- Unternehmerisches Denken und Handeln fördern
- Die Fähigkeit stärken, Ziele und Chancen in Resultate umzusetzen (Umsetzungskompetenz).

Zur empirischen Validierung dieses Modells siehe die Arbeiten von Börner, Judge, Keller oder Pelz. In der Praxis der Führungskräfteentwicklung versucht man, diese (und andere) Kompetenzen durch Verhaltensbeschreibungen zu konkretisieren. Es müssen Verhaltensweisen sein, die zu messbaren Resultaten führen (Kompetenzen) und aus den strategischen Zielen des Unternehmens oder der Organisation abgeleitet sind.

## Anwendung und Praxis
In der Führungskräfteentwicklung ist der folgende Trend erkennbar: Zum einen nimmt die Bedeutung von Theorien und Modellen deutlich ab, und zum anderen versucht man, die Führungsfähigkeit auf eine begrenzte Anzahl unternehmensspezifischer Kompetenzen einzugrenzen, die durch möglichst präzise Verhaltensbeschreibungen operationalisiert werden. Somit kann man heute eine Führungskompetenz zusammenfassend als Summe von unternehmensspezifischen Verhaltenserwartungen definieren, die von Firma zu Firma und von Hierarchiestufe zu Hierarchiestufe unterschiedlich sein können. Hier einige Beispiele:
- Kompetenz Ergebnisorientierung als erwartetes Verhalten:
  - Geht kalkulierte Risiken ein, um Produkte und Dienstleistungen zu verbessern.
  - Setzt klare Ziele und Termine für geplante (Zwischen-)Ergebnisse.
  - Ist stets auf (unvermeidbare) Abweichungen vom Plan vorbereitet.
  - Kann zuverlässig zwischen Dringlichkeit und Wichtigkeit unterscheiden, setzt klare Prioritäten.
  - Bereitet Sitzungen und Besprechungen so vor, dass diese effizient ablaufen und zu sinnvollen Ergebnissen führen.
  - Ergreift – wenn es die Situation erfordert – außerordentliche oder kreative Maßnahmen, damit die Aufgaben seines Verantwortungsbereiches termingerecht erledigt werden.
- Kompetenz Risikobereitschaft als erwartetes Verhalten:
  - Analysiert regelmäßig das Umfeld im Hinblick auf mögliche Risiken und Gefahren für seinen Verantwortungsbereich.
  - Ist auf potenzielle Risiken und Probleme gut vorbereitet.
  - Übernimmt die Verantwortung für tatsächlich eingetretene Risiken.
  - Kann Chancen und Risiken sachgerecht abwägen und ist in der Lage, deren Auswirkung auf die Organisation einzuschätzen (qualitativ wie quantitativ).
  - Ist bereit, ein persönliches Risiko einzugehen, wenn es Vorteile für die Organisation bringt.
  - Führt geeignete Maßnahmen und Systeme ein, die möglichen Risiken durch Nachlässigkeit, Betrug, Missbrauch oder Fehlverhalten vorbeugen.
  - Schafft eine positive, konstruktive Kultur der Risikobereitschaft.

Das Beispiel der Kompetenz „Risikobereitschaft“ zeigt, dass diese je nach Hierarchiestufe und Strategie des Unternehmens unterschiedlich definiert sein muss. Und auch jedes Unternehmen solle eine eigene Definition festlegen.

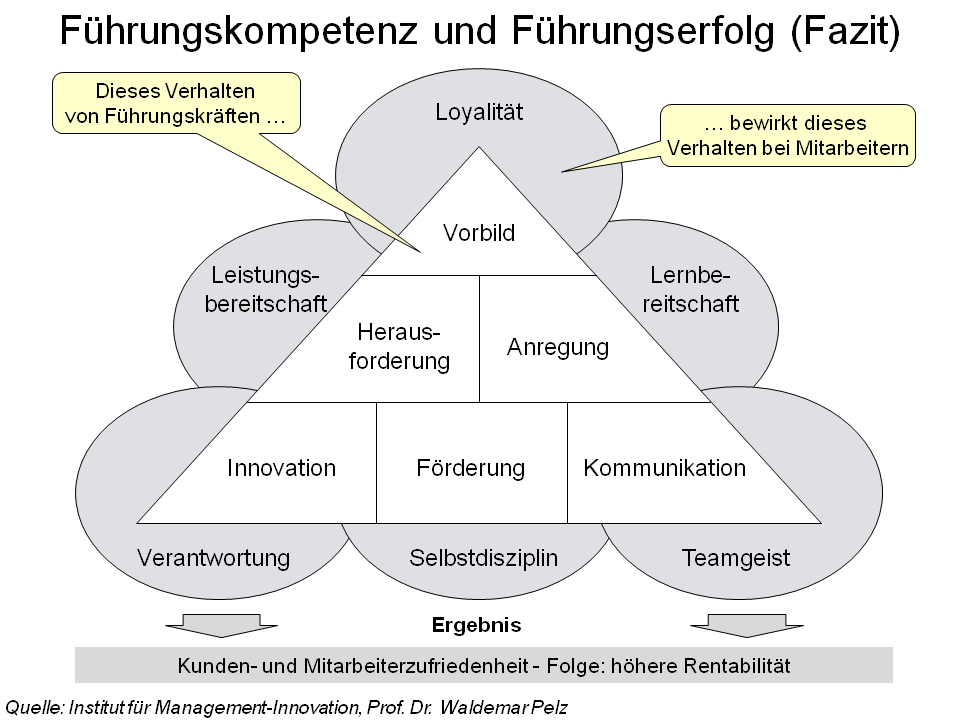
Wirtschaftlicher Erfolg als Resultat des Führungserfolges – Fazit

Aus der Auswertung der Fachliteratur zu Praxis der Führungskräfteentwicklung in erfolgreichen Unternehmen kann man folgendes Fazit ziehen: In der heutigen Führungskräfteentwicklung kommt es nicht auf allgemeine (universelle) Führungskompetenzen an, sondern vielmehr auf die Erfüllung von Verhaltenserwartungen an die Führungskraft. Wenn diese Erwartungen von Organisationen beziehungsweise Unternehmen klar definiert und transparent kommuniziert werden, können Führungskräfte ihre derzeitigen (und künftigen) Aufgaben erfolgreicher bewältigen. In diesem Sinne definiert Judith Hale eine Kompetenz wie folgt: „Competencies are statements that describe the behaviors or attributes organizations want in their employees on the assumption that these characteristics correlate with results“. Diese Annahme dürfte ein Grund dafür sein, dass ein Manager in einem Unternehmen oder einer Abteilung sehr erfolgreich sein kann, während er bei einer anderen Aufgabe oder in einem anderen Umfeld völlig scheitert.
Die Aufgabenbeschreibungen werden meistens aus der Strategie oder Mission (Aufgabe) des Unternehmens abgeleitet und auf die Hierarchieebenen heruntergebrochen. Diese Vorgehensweise bei der Führungskräfteentwicklung hat mehrere Vorteile. Die Potentialträger (Nachwuchskräfte) werden nicht mehr „auf Vorrat“ trainiert, sie lernen also nicht abstrakte Führungsstile, die sie vielleicht einmal gebrauchen könnten; vielmehr werden sie befähigt, ihre derzeitigen und künftigen Aufgaben erfolgreicher zu bewältigen. So ist zum Beispiel Kompetenz „Planung und Organisation“ mit vielen Persönlichkeitsmerkmalen und Führungsstilen vereinbar – von extrovertiert oder introvertiert über charismatisch, autoritär, demokratisch, leidenschaftlich oder visionär – in jedem Falle kommt es auf die Ergebnisse (zum Beispiel effiziente Prozesse, zuverlässige Planung oder engagierte Mitarbeiter) an. Im Vordergrund steht also nicht der Stil, sondern das Ergebnis (gemessen an den Zielen). Beispielsweise kann eine Führungskraft mit mehr Loyalität ihrer Mitarbeiter rechnen, wenn sie ihre Vorbildfunktion erfüllt; genauso kann sie mit mehr Leistungsbereitschaft rechnen, wenn sie ihre Mitarbeiter entsprechend herausfordert und qualifiziert. Dies versucht die nebenstehende Abbildung zusammenfassend zu veranschaulichen.
Zusammenfassend kann man feststellen, dass ohne Führung keine Organisation erfolgreich im Sinne der Umsetzung ihrer Ziele existieren kann. Das gilt für eine studentische Interessenvertretung genauso wie für einen Handwerksbetrieb, eine Universitätsklinik oder einen internationalen Konzern. Die zentrale Frage ist dabei, nach welchen Kriterien man die Personen auswählen und fördern sollte, die Verantwortung für Führungsaufgaben übernehmen (sollten). Die Wissenschaft (und Praxis) haben dazu verschiedene Antworten vorgeschlagen. Sie reichen von „angeborenen“ Eigenschaften charismatischer „Führer“ über „heldenhafte“ Persönlichkeitsmerkmale und Führungsstile bis hin zur heute üblichen Praxis der detaillierten aufgabenbezogenen Verhaltensbeschreibungen und -erwartungen. Alle diese Ansätze können aber offensichtlich eine zentrale Aufgabe von Modellen nicht leisten, nämlich den Führungserfolg einigermaßen zuverlässig vorauszusagen. Vielleicht liegt das daran, dass – wie Henry Mintzberg meint – Führung nicht nur ein Handwerk, sondern auch eine Kunst ist, bei der es um Kreativität, Leidenschaft und Phantasie geht. Und dies entzieht sich weitgehend der wissenschaftlichen Analyse. In diesem Sinne kann man gute Führung mit guter Musik vergleichen: Die Qualität erkennt man erst beim Zuhören. Wegen des Mangels an prognostischen Konzepten bleibt für die Gesellschaft nur die Hoffnung, dass möglichst viele Menschen Führungsfähigkeiten in Theorie und Praxis erlernen und somit die eine größere Auswahl an Führungskräften entsteht. Ein größeres ‚Angebot‘ hat den wirtschaftlichen Vorteil, dass man die Führungskräfte nicht so teuer bezahlen muss, dass man ethische Auswahlkriterien verstärkt anwenden kann und dass dadurch die Wahrscheinlichkeit steigt, besondere Talente zu entdecken, die die Kunst der Führung besonders gut beherrschen. Mit anderen Worten: Die Forschung zu diesem Thema kann kein überzeugendes Konzept liefern und steht trotz der unzähligen Publikationen erst am Anfang.